# Ласький повіт
Ласький повіт (пол. powiat łaski) — один з 21 земських повітів Лодзького воєводства Польщі.
Утворений 1 січня 1999 року в результаті адміністративної реформи.

## Загальні дані
Повіт знаходиться у західно-центральній частині воєводства.
Адміністративний центр — місто Ласьк.
Станом на 1.01.2008 населення становить 50 813 осіб, площа 618,23 км².

## Демографія
Демографічні дані повіту станом на 31 grudnia.2007:
|       | Всього | Всього | Жінки  | Жінки | Чоловіки | Чоловіки |
| ----- | ------ | ------ | ------ | ----- | -------- | -------- |
|       | осіб   | %      | осіб   | %     | осіб     | %        |
| Повіт | 50 813 | 100    | 26 019 | 51,2  | 24 794   | 48,8     |
| Міста | 18 624 | 100    | 9 839  | 52,8  | 8 785    | 47,2     |
| Села  | 32 189 | 100    | 16 180 | 50,3  | 16 009   | 49,7     |